# La Tiểu Hắc chiến ký (2019)
La Tiểu Hắc chiến ký (罗小黑战记, được biết đến tại Việt Nam với tên gọi Huyền thoại La Tiểu Hắc) là một bộ phim điện ảnh Trung Quốc thể loại hoạt hình 2D, hài hước, kỳ ảo; được đạo diễn bởi Mộc Đầu. Bộ phim kể về một hành trình lưu lạc của một con yêu mèo tên là La Tiểu Hắc, do quê nhà bị loài người phá hoại mà phải tha hương, nó gặp được các yêu tinh khác với lý tưởng khác nhau chia làm hai phe là chung sống hòa bình với loài người và chống đối loài người, cuối cùng nó lựa chọn chung sống hòa bình với loài người. Dòng thời gian của bộ điện ảnh này diễn ra trước bộ phim hoạt hình dài tập cùng tên, nhưng sau bộ truyện tranh "Lam Khê trấn", cho nên La Tiểu Hắc trong bộ điện ảnh này là "La Tiểu Hắc" trong phiên bản hoạt hình dài tập.
Bộ phim đã được công chiếu tại Trung Quốc đại lục vào ngày 7 tháng 9 năm 2019.

## Nội dung
Trong các thành phố của loài người, có rất nhiều yêu tinh sống ẩn dật trong đó, họ thích nghi với cuộc sống loài người và chung sống hòa bình với giống loài này. Yêu mèo La Tiểu Hắc, do cánh rừng quê nhà bị loài người phá hủy mà phải đi bụi, tình cờ gặp được phe Phong Tức, những yêu tinh mong muốn lật đổ ách thống trị của loài người và khôi phục lại khu rừng vốn có; sau đó, La Tiểu Hắc lại gặp được Vô Hạn, một chấp hành giả của Yêu Linh hội quán, phe những yêu tinh muốn chung sống với loài người. Cuộc chiến giữa hai phe nổ ra, và La Tiểu Hắc đã lựa chọn chiến đấu với Phong Tức.

### Nhân vật
- La Tiểu Hắc: một con yêu tinh mèo, hình mèo là một con mèo đen, mắt to, hình người là một cậu bé tóc đen tai mèo. Sau khi bị đuổi khỏi quê nhà, La Tiểu Hắc làm quen với những yêu tinh thuộc phe Phong Tức; sau lại bị Vô Hạn tóm được, được anh ta dạy cho cách sử dụng năng lực.
- Vô Hạn: chấp hành giả của "Yêu Linh hội quán", tuy là con người nhưng lại có sức mạnh to lớn có thể đánh lại yêu tinh. Anh có thuộc tính kim, và không gian giống La Tiểu Hắc nên đã nhận cậu làm đồ đệ. Đặc điểm nhận dạng là mặt vô cảm, ăn không trả tiền.
- Phong Tức: yêu tinh hệ cây; bởi vì loài người phá hủy khu rừng của anh nên phản kháng nhân loại, nhưng lại bị Yêu Linh hội quán ngăn cản, vì vậy luôn coi thường hội quán này. Bởi vì La Tiểu Hắc không đồng ý dùng năng lực không gian giúp anh đánh bại loài người nên bị anh dùng năng lực "cướp đoạt" cướp đi năng lực không gian. Về sau anh bị La Tiểu Hắc và Vô Hạn liên thủ đánh bại.

### Âm nhạc
| STT | Nhan đề                                    | Phổ lời | Phổ nhạc               | Trình bày     | Thời lượng |
| --- | ------------------------------------------ | ------- | ---------------------- | ------------- | ---------- |
| 1.  | "Bất tái lưu lãng" (bài hát mở rộng)       | Kỳ Tân  | Thôi Khắc Diêm, Kỳ Tân | Chu Thâm      |            |
| 2.  | "Đi qua mỗi góc thế giới" (bài hát chủ đề) | Kỳ Tân  | Trương Thao            | Chu Bút Sướng |            |

## Phát hành
Poster của "La Tiểu Hắc chiến ký" được nhà phát hành công bố vào ngày 31 tháng 7 năm 2018. Bộ phim được dự kiến công chiếu vào ngày 12 tháng 9 năm 2019; nhưng sau khi ca khúc mở rộng "Bất tái lưu lãng" được phát hành trực tuyến vào ngày 28 tháng 8 năm 2019, bộ phim đã nhận được sự hưởng ứng nhiệt tình của khán giả Trung Quốc, cho nên đã được rời lịch chiếu sớm lên vào ngày 7 tháng 9 năm 2019. Chỉ ba ngày đầu tiên, bộ phim đã đột phá doanh thu 1 trăm triệu nhân dân tệ, liên tục năm ngày giữ ngôi đầu bảng doanh thu bán vé.